# Quận 8
Quận 8 là một quận nội thành cũ nằm ở phía tây nam Thành phố Hồ Chí Minh, Việt Nam.

## Địa lý
Quận 8 nằm về phía nam khu vực nội thành của Thành phố Hồ Chí Minh, địa bàn quận nằm trải dài theo kênh Tàu Hủ và kênh Đôi, bị chia cắt bởi một hệ thống kênh rạch chằng chịt. Quận có vị trí địa lý:
- Phía đông giáp Quận 7 qua rạch Ông Lớn
- Phía đông bắc giáp Quận 4 qua kênh Tẻ
- Phía tây giáp quận Bình Tân
- Phía nam giáp huyện Bình Chánh
- Phía bắc giáp Quận 5 và Quận 6 với ranh giới là kênh Tàu Hủ và kênh Ruột Ngựa.

Quận có diện tích 19,11 km², dân số năm 2019 là 424.667 người, mật độ dân số đạt 22.222 người/km².
Quận 8 có hình dáng thon dài theo hướng Đông Bắc-Tây Nam và bị chia cắt mạnh bởi một hệ thống kênh rạch chằng chịt.

## Lịch sử
Địa danh Quận 8 chỉ mới xuất hiện cách đây gần nửa thế kỷ, nhưng địa bàn của Quận 8 ngày nay đã có cách đây trên 300 năm cùng với lịch sử vùng đất Gia Định lúc bấy giờ khi Nguyễn Hữu Cảnh vào Nam lập ra phủ Gia Định với 2 huyện Phước Long và Tân Bình, thì vùng Quận 8 lúc bây giờ thuộc về địa bàn Tân Long, huyện Tân Bình.
Trước năm 1976, địa bàn quận 8 ngày nay bao gồm quận 7 và quận 8 cũ.

### Thời Việt Nam Cộng hòa
Ngày 27 tháng 3 năm 1959, Tổng thống Việt Nam Cộng hòa ban hành Nghị định số 110-NV về việc phân chia sáu quận đang có của Đô thành Sài Gòn thành tám quận mới: Nhất, Nhì, Ba, Tư, Năm, Sáu, Bảy và Tám (trừ ba quận: Nhất, Nhì, Ba giữ nguyên, các quận còn lại đều đổi tên và thay đổi địa giới hành chính):
- Quận 7 (quận Bảy): một phần địa giới của quận 5 cũ; có 06 phường: Bến Đá, Bình Đông, Cây Sung, Hàng Thái, Phú Định, Rạch Cát;
- Quận 8 (quận Tám): phần địa giới thuộc quận 4 cũ, phía nam Kênh Tàu Hủ; có 05 phường: Bình An, Chánh Hưng, Hưng Phú, Rạch Ông, Xóm Củi.

Sự phân chia hành chính này của quận Bảy và quận Tám vẫn giữ nguyên cho đến ngày 29 tháng 4 năm 1975.

### Từ năm 1975 đến nay

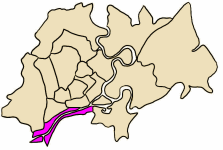
Vị trí Q8 trong nội thành
Tp Hồ Chí Minh

Sau khi Chính phủ Cách mạng lâm thời Cộng hòa Miền Nam Việt Nam tiếp quản Đô thành Sài Gòn và các vùng lân cận vào ngày 30 tháng 4 năm 1975, ngày 3 tháng 5 năm 1975 thành phố Sài Gòn - Gia Định được thành lập. Lúc này, quận 7 (quận Bảy) và quận 8 (quận Tám) cùng thuộc thành phố Sài Gòn - Gia Định cho đến tháng 5 năm 1976.
Ngày 20 tháng 5 năm 1976, tổ chức hành chánh thành phố Sài Gòn - Gia Định được sắp xếp lần hai (theo quyết định số 301/UB ngày 20 tháng 5 năm 1976 của Ủy ban Nhân dân Cách mạng thành phố Sài Gòn - Gia Định). Theo đó, quận Bảy và quận Tám cũ hợp nhất lại thành quận 8 cho đến ngày nay. Lúc này, các phường cũ đều giải thể, lập các phường mới có diện tích, dân số nhỏ hơn và mang tên số. Quận 8 chia ra 22 phường, đánh số từ 1 đến 22.
Ngày 2 tháng 7 năm 1976, Quốc hội nước Cộng hòa Xã hội chủ nghĩa Việt Nam khoá VI, kỳ họp thứ 1 chính thức đổi tên thành phố Sài Gòn - Gia Định thành Thành phố Hồ Chí Minh. Quận 8 trở thành quận trực thuộc Thành phố Hồ Chí Minh.
Ngày 14 tháng 2 năm 1987, theo Quyết định số 33-HĐBT của Hội đồng Bộ trưởng, quận 8 giải thể 22 phường hiện hữu, thay thế bằng 16 phường mới, đánh số từ 1 đến 16:
1. Sáp nhập một phần phường 3 cũ với phường 2 cũ thành 1 phường lấy tên là phường 2.
2. Sáp nhập phần còn lại của phường 3 cũ với phường 4 cũ thành 1 phường lấy tên là phường 3.
3. Sáp nhập phường 5 cũ với phường 6 cũ và một phần phường 7 cũ thành 1 phường lấy tên là phường 4.
4. Sáp nhập phần còn lại của phường 7 cũ với phường 8 cũ thành 1 phường lấy tên là phường 5.
5. Đổi tên phường 9 cũ thành phường 6.
6. Đổi tên phường 22 cũ thành phường 7.
7. Đổi tên phường 10 cũ thành phường 8.
8. Sáp nhập một phần phường 12 cũ với phường 11 cũ thành 1 phường lấy tên là phường 9.
9. Sáp nhập phần còn lại của phường 12 cũ với phường 13 cũ thành 1 phường lấy tên là phường 10.
10. Sáp nhập phường 15 cũ, một phần phường 16 cũ với phường 14 cũ thành một phường lấy tên là phường 11.
11. Sáp nhập phần còn lại của phường 15 cũ với phường 17 cũ thành 1 phường lấy tên là phường 12.
12. Đổi tên phần còn lại của phường 16 cũ thành phường 13.
13. Sáp nhập một phần phường 19 cũ với phường 18 cũ thành 1 phường lấy tên là phường 14.
14. Sáp nhập phần còn lại của phường 19 cũ với phường 20 cũ thành 1 phường lấy tên là phường 15.
15. Đổi tên phường 21 cũ thành phường 16.
Ngày 14 tháng 11 năm 2024, Ủy ban Thường vụ Quốc hội ban hành Nghị quyết số 1278/NQ-UBTVQH15 (nghị quyết có hiệu lực từ ngày 1 tháng 1 năm 2025). Theo đó, sáp nhập Phường 1, Phường 2 và Phường 3 thành phường Rạch Ông; sáp nhập Phường 8, Phường 9 và Phường 10 thành phường Hưng Phú; sáp nhập Phường 11, Phường 12 và Phường 13 thành phường Xóm Củi.
Quận 8 có 10 phường trực thuộc như hiện nay.

### Thông tin thêm về các phường
- Phường Chánh Hưng cũ: các phường 4 và 5 hiện nay
- Phường Bình An cũ: phường 6 hiện nay
- Phường Hàng Thái và phường Bến Đá cũ (thuộc quận 7 cũ): phường 7 hiện nay
- Phường Cây Sung cũ (thuộc quận 7 cũ): phường 14 hiện nay
- Phường Bình Đông (thuộc quận 7 cũ): phường 15 hiện nay
- Phường Phú Định cũ và phường Rạch Cát cũ (thuộc quận 7 cũ): phường 16 hiện nay

Ngày 16 tháng 6 năm 2025, Ủy ban Thường vụ Quốc hội ban hành Nghị quyết số 1685/NQ-UBTVQH15 (áp dụng từ ngày 30 tháng 6 năm 2025). Theo đó, giải thể quận 8 và sắp xếp lại các phường mới cụ thể như sau:
- Phường Chánh Hưng: Gồm các phường Rạch Ông, Hưng Phú, Phường 4; một phần Phường 5.
- Phường Bình Đông: Gồm các phường 6, 7 và một phần của Phường 5, Quận 8 và một phần của xã An Phú Tây, huyện Bình Chánh.
- Phường Phú Định: Gồm các phường Xóm Củi, 14, 15 và một phần của Phường 16.

## Hành chính
| Phường (10) |      |
| Phường 4    | 1,45 |
| Phường 5    | 1,62 |
| Phường 6    | 1,47 |
| Phường 7    | 5,68 |
| Phường 14   | 0,55 |

| Tên       | Diện tích (km²) |
| --------- | --------------- |
| Phường 15 | 1,53            |
| Phường 16 | 3,55            |
| Hưng Phú  | 1,00            |
| Rạch Ông  | 1,50            |
| Xóm Củi   | 0,83            |

## Giáo dục

### Cơ sở giáo dục đại học
| Tên                                  | Địa chỉ                       | Website | Ghi chú             |
| ------------------------------------ | ----------------------------- | ------- | ------------------- |
| Đại học Y Dược Thành phố Hồ Chí Minh | 159 Hưng Phú, phường Hưng Phú |         | Khoa Y tế công cộng |
| Trường Đại học Công nghệ Sài Gòn     | 180 Cao Lỗ, Phường 4          |         |                     |

### Trường cao đẳng
| Tên                                                                        | Địa chỉ                      | Website | Ghi chú |
| -------------------------------------------------------------------------- | ---------------------------- | ------- | ------- |
| Trường Cao đẳng Lương thực – Thực phẩm Phân hiệu tại Thành phố Hồ Chí Minh | 296 Lưu Hữu Phước, Phường 15 |         |         |
| Trường Cao đẳng Nam Sài Gòn                                                | 47 Cao Lỗ, Phường 4          |         |         |

### Trường Trung học phổ thông (THPT)
| Tên                                                            | Địa chỉ                                 | Website           |
| -------------------------------------------------------------- | --------------------------------------- | ----------------- |
| Trường THPT chuyên Năng khiếu Thể dục thể thao Nguyễn Thị Định | 215 Hoàng Ngân, Phường 16               |                   |
| Trường THPT Lương Văn Can                                      | 173 Phạm Hùng, Phường 4                 |                   |
| Trường THPT Ngô Gia Tự                                         | 360E Bến Bình Đông, Phường 15           |                   |
| Trường THPT Nguyễn Văn Linh                                    | Số 2 đường 3154 Phạm Thế Hiển, Phường 7 | [ liên kết hỏng ] |
| Trường THPT Tạ Quang Bửu                                       | 909 Tạ Quang Bửu, Phường 5              |                   |
| Trường THPT Võ Văn Kiệt                                        | 629 Bình Đông, Phường Xóm Củi           |                   |

## Giao thông

### Đường phố
Gồm các đường đặt tên số, và các tên chữ dưới đây:
| An Dương Vương Âu Dương Lân Ba Đình Ba Tơ Bến Bình Đông Bến Cần Giuộc Bình Đức Bông Sao Bùi Điền Bùi Huy Bích Bùi Minh Trực Cao Xuân Dục Cao Lỗ Cây Sung Cần Giuộc Chánh Hưng Châu Thị Hóa Dã Tượng Dạ Nam Dương Bá Trạc Dương Bạch Mai | Dương Quang Đông Dương Thị Bích Ngọc Đào Cam Mộc Đặng Chất Đặng Thúc Liêng Đặng Thùy Trâm Đinh Hòa Đình An Tài Đông Hồ Đỗ Ngọc Quang Hoài Thanh Hoàng Đạo Thúy Hoàng Kim Giao Hoàng Ngân Hoàng Sĩ Khải Hồ Học Lãm Hồ Thành Biên Huỳnh Thị Phụng Hưng Phú Lê Bôi | Lê Ninh Lê Quang Kim Lê Quyên Lê Thành Phương Lương Ngọc Quyến Lương Văn Can Lưu Hữu Phước Lưu Quý Kỳ Lý Đạo Thành Mạc Vân Mai Am Mai Hắc Đế Mễ Cốc Ngô Sĩ Liên Nguyễn Chế Nghĩa Nguyễn Duy Nguyễn Đức Ngữ Nguyễn Ngọc Cung Nguyễn Nhược Thị Nguyễn Quyền | Nguyễn Sĩ Cố Nguyễn Thị Mười Nguyễn Thị Tần Nguyễn Văn Của Nguyễn Văn Linh Phạm Hùng Phạm Đức Sơn Phạm Ngọc Thảo Phạm Nhữ Tăng Phạm Thế Hiển Phạm Thị Tánh Phong Phú Phú Định Quản Trọng Linh Rạch Cát Rạch Cát Bến Lức Rạch Cùng Rạch Lồng Đèn Tạ Quang Bửu | Tám Danh Thanh Loan Trần Nguyên Hãn Trần Thị Ngôi Trần Thị Nơi Trần Văn Thành Trịnh Quang Nghị Trương Đình Hội Tùng Thiện Vương Tuy Lý Vương Ụ Cây Ưu Long Vàm Luông Văn Tiến Dũng Vĩnh Nam Võ Liêm Sơn Võ Văn Kiệt Võ Trứ Xóm Củi |

### Tên đường của quận Tám trước 1975
- Đường Chánh Hưng nay là đường Phạm Hùng
- Đường Sở Rác nay là đường Âu Dương Lân
- Một phần bến Nguyễn Duy (từ bến Ngô Sĩ Liên đến cuối đường) nay là đường Lưu Hữu Phước
- Một phần đường Cần Giuộc (từ đường Đinh Hòa đến đường Nguyễn Duy) nay là đường Cao Xuân Dục
- Đường Vũ Phạm Hàm nay là đường Bình Đức.

## Dân số
Cư dân của Quận 8 đông nhất là người Kinh chiếm khoảng 85,4%, người Hoa cũng có mặt ở Quận 8 từ rất sớm với tỷ lệ khoảng hơn 11%; ngoài ra còn có người Chăm, Khmer chiếm khoảng hơn 0,3%. Các tầng lớp dân cư ở Quận 8 phần lớn theo đạo Phật (35%) với 52 chùa được xây dựng khắp nơi. Một số tôn giáo khác cũng không ít tín đồ như: đạo Thiên Chúa (11,5%) với 12 nhà thờ, Tin Lành (0,4%) có 5 nhà thờ, Cao Đài (0,48%) có 2 thánh thất, Đạo Hồi (0,52%) có 2 thánh đường...
Cư dân quận 8 phần lớn sống tập trung trên 5 cù lao phía bên trái và đầu dải đất phía đông ở bên phải.

## Hạ tầng
Ở Quận 8 đã và đang hình thành một số khu đô thị mới như khu đô thị Zen Home, khu đô thị The Pega Suite, khu đô thị Phú Thịnh Riverside,...